# Anna-Lena Grönefeld
Anna-Lena Grönefeld (ou Groenefeld), née le 4 juin 1985 à Nordhorn, est une joueuse de tennis allemande, professionnelle sur le circuit WTA d'avril 2003 à décembre 2019.
Elle a remporté un tournoi WTA en simple sur un total de quatre finales atteintes et a occupé la 14e place mondiale en 2006. Son palmarès est plus riche en double, avec 17 titres WTA et 27 autres finales perdues, une 7e place mondiale en 2006, et deux titres du Grand Chelem en double mixte.

## Carrière tennistique

### L'ascension
Admiratrice de sa compatriote Steffi Graf, la jeune Anna-Lena Grönefeld s'impose chez les juniors en simple filles à Roland-Garros en 2003 contre la Russe Vera Dushevina. Les saisons suivantes la voient progresser régulièrement sur le circuit WTA.
Dans un premier temps, elle s'illustre plus particulièrement dans les épreuves de double dames : 7e mondiale de la spécialité en mars 2006, elle gagne plusieurs épreuves prestigieuses (dont l'Open du Canada en 2005 aux côtés de la doyenne Martina Navrátilová) et accède trois fois consécutivement aux demi-finales en Grand Chelem.
Lors de la saison 2005, elle se révèle en simple et joue trois finales, à Pattaya, Pékin et Luxembourg, qu'elle perd respectivement face à Conchita Martínez, Maria Kirilenko et Kim Clijsters.
En février 2006, elle décroche son premier titre WTA sur la terre battue d'Acapulco contre Flavia Pennetta et, le 17 avril, atteint son meilleur classement (14e mondiale) ; le mois suivant, elle dispute les quarts de finale à Roland-Garros où elle est battue par la future lauréate Justine Henin. Elle conclut l'année au 19e rang, deux de mieux qu'en 2005.

### Les ambitions brisées: l'affaire Rafael Font de Mora
Anna-Lena Grönefeld ne parvient pas, en 2007, à enchaîner plus de deux victoires consécutives. En quelques mois, elle prend une dizaine de kilos et sort du top 100 le 11 juin. Le 20 août, elle annonce qu'elle met un terme à sa saison et rentre en Allemagne.
En décembre, elle révèle à Kicker Sportmagazin qu'il lui a en fait fallu un an pour digérer l'enfer que lui faisait subir depuis trois ans son ancien entraîneur, Rafael Font de Mora, joueur professionnel des années 1980 et directeur d'un centre d'entraînement à Scottsdale en Arizona.
Font de Mora interdisait ainsi à ses parents de venir l'encourager sur les tournois ou l'empêchait de nouer des amitiés ; la faisant monter trois fois par jour sur la balance, il se plaisait à lui répéter qu'elle n'était « rien » sans lui. Cette emprise mentale et cette pression psychologique, d'abord payantes, ont fini par miner Grönefeld. À la suite de sa défaite au 1er tour de l'US Open en 2006, de Mora décide de rompre sa collaboration, restant néanmoins son agent selon les termes d'un contrat signé quand elle avait 18 ans.

### Retour à la compétition
Libérée mentalement et en meilleure forme physique, Anna-Lena Grönefeld renoue avec la compétition au printemps 2008, avec pour objectif initial de réintégrer rapidement le top 100. Elle y parvient à l'issue de l'US Open en septembre, au bénéfice d'un huitième de finale, se hissant au 83e rang mondial. En double dames, aux côtés de Patty Schnyder, elle s'impose en octobre à Stuttgart ; avec la même partenaire, elle atteint la finale à Zurich deux semaines plus tard.
2009 la voit doucement encore progresser au classement. En juillet, elle gagne l'épreuve de double mixte à Wimbledon avec le Bahaméen Mark Knowles.
En juin 2014, elle remporte Roland-Garros en double mixte aux côtés du Néerlandais Jean-Julien Rojer.

### Fin de carrière sportive
Anna-Lena Grönefeld annonce la fin de sa carrière via Twitter le 5 décembre 2019, à l'âge de 34 ans.

## Palmarès

### Titre en simple dames
| No | Date       | Nom et lieu du tournoi     | Catégorie | Dotation  | Surface      | Finaliste       | Score         |          |
| -- | ---------- | -------------------------- | --------- | --------- | ------------ | --------------- | ------------- | -------- |
| 1  | 27-02-2006 | Abierto Mexicano, Acapulco | Tier III  | 180 000 $ | Terre (ext.) | Flavia Pennetta | 6-1, 4-6, 6-2 | Parcours |

### Finales en simple dames
| No | Date       | Nom et lieu du tournoi           | Catégorie | Dotation  | Surface    | Vainqueure        | Score         |          |
| -- | ---------- | -------------------------------- | --------- | --------- | ---------- | ----------------- | ------------- | -------- |
| 1  | 31-01-2005 | Volvo Women’s Open, Pattaya      | Tier IV   | 170 000 $ | Dur (ext.) | Conchita Martínez | 6-3, 3-6, 6-3 | Parcours |
| 2  | 19-09-2005 | China Open, Pékin                | Tier II   | 585 000 $ | Dur (ext.) | Maria Kirilenko   | 6-3, 6-4      | Parcours |
| 3  | 26-09-2005 | FORTIS Championships, Luxembourg | Tier II   | 585 000 $ | Dur (int.) | Kim Clijsters     | 6-2, 6-4      | Parcours |

### Titres en double dames
| No | Date       | Nom et lieu du tournoi              | Catégorie | Dotation    | Surface         | Partenaire          | Finalistes                               | Score             |          |
| -- | ---------- | ----------------------------------- | --------- | ----------- | --------------- | ------------------- | ---------------------------------------- | ----------------- | -------- |
| 1  | 31-01-2005 | Volvo Women’s Open Pattaya          | Tier IV   | 170 000 $   | Dur (ext.)      | Marion Bartoli      | Marta Domachowska Silvija Talaja         | 6-3, 6-2          | Parcours |
| 2  | 15-08-2005 | Coupe Rogers Toronto                | Tier I    | 1 300 000 $ | Dur (ext.)      | Martina Navrátilová | Conchita Martínez Virginia Ruano Pascual | 5-7, 6-3, 6-4     | Parcours |
| 3  | 12-09-2005 | Wismilak International Bali         | Tier III  | 225 000 $   | Dur (ext.)      | Meghann Shaughnessy | Yan Zi Zheng Jie                         | 6-3, 6-3          | Parcours |
| 4  | 27-02-2006 | Abierto Mexicano Acapulco           | Tier III  | 180 000 $   | Terre (ext.)    | Meghann Shaughnessy | Shinobu Asagoe Émilie Loit               | 6-1, 6-3          | Parcours |
| 5  | 25-07-2006 | Bank of the West Classic Stanford   | Tier II   | 600 000 $   | Dur (ext.)      | Shahar Peer         | Maria Elena Camerin Gisela Dulko         | 6-1, 6-4          | Parcours |
| 6  | 08-01-2007 | Medibank International Sydney       | Tier II   | 600 000 $   | Dur (ext.)      | Meghann Shaughnessy | Marion Bartoli Meilen Tu                 | 6-3, 3-6, 7-62    | Parcours |
| 7  | 29-09-2008 | Porsche Tennis Grand Prix Stuttgart | Tier II   | 650 000 $   | Dur (int.)      | Patty Schnyder      | Květa Peschke Rennae Stubbs              | 6-2, 6-4          | Parcours |
| 8  | 27-10-2008 | Challenge Bell Québec               | Tier III  | 175 000 $   | Moquette (int.) | Vania King          | Jill Craybas Tamarine Tanasugarn         | 7-63, 6-4         | Parcours |
| 9  | 05-01-2009 | Brisbane International Brisbane     | Intern'l  | 220 000 $   | Dur (ext.)      | Vania King          | Klaudia Jans Alicja Rosolska             | 3-6, 7-5, [10-5]  | Parcours |
| 10 | 12-10-2009 | Generali Ladies Linz                | Intern'l  | 220 000 $   | Dur (int.)      | Katarina Srebotnik  | Klaudia Jans Alicja Rosolska             | 6-1, 6-4          | Parcours |
| 11 | 02-08-2010 | Sony Ericsson Open Copenhague       | Intern'l  | 220 000 $   | Dur (int.)      | Julia Görges        | Vitalia Diatchenko Tatiana Poutchek      | 6-4, 6-4          | Parcours |
| 12 | 08-10-2012 | Generali Ladies Linz                | Intern'l  | 220 000 $   | Dur (int.)      | Květa Peschke       | Julia Görges Barbora Z. Strýcová         | 6-3, 6-4          | Parcours |
| 13 | 20-05-2013 | Brussels Open Bruxelles             | Premier   | 690 000 $   | Terre (ext.)    | Květa Peschke       | Gabriela Dabrowski Shahar Peer           | 6-0, 6-3          | Parcours |
| 14 | 27-01-2014 | Open GDF Suez Paris                 | Premier   | 710 000 $   | Dur (int.)      | Květa Peschke       | Tímea Babos Kristina Mladenovic          | 6-77, 6-4, [10-5] | Parcours |
| 15 | 01-05-2017 | Prague Open Prague                  | Intern'l  | 250 000 $   | Terre (ext.)    | Květa Peschke       | Lucie Hradecká Kateřina Siniaková        | 6-4, 7-63         | Parcours |
| 16 | 23-04-2018 | Porsche Tennis Grand Prix Stuttgart | Premier   | 816 000 $   | Terre (int.)    | Raquel Atawo        | Nicole Melichar Květa Peschke            | 6-4, 6-75, [10-5] | Parcours |
| 17 | 01-04-2019 | Volvo Car Open Charleston           | Premier   | 757 900 $   | Terre (ext.)    | Alicja Rosolska     | Irina Khromacheva Veronika Kudermetova   | 7-67, 6-2         | Parcours |

### Finales en double dames
| No | Date       | Nom et lieu du tournoi                | Catégorie | Dotation      | Surface      | Vainqueures                           | Partenaire           | Score             |          |
| -- | ---------- | ------------------------------------- | --------- | ------------- | ------------ | ------------------------------------- | -------------------- | ----------------- | -------- |
| 1  | 02-08-2004 | Nordic Light Open Stockholm           | Tier IV   | 140 000 $     | Dur (ext.)   | Alicia Molik Barbara Schett           | Emmanuelle Gagliardi | 6-3, 6-3          | Parcours |
| 2  | 09-08-2004 | Odlum Brown Women’s Open Vancouver    | Tier V    | 110 000 $     | Dur (ext.)   | Bethanie Mattek Abigail Spears        | Els Callens          | 6-3, 6-3          | Parcours |
| 3  | 16-08-2004 | Western & Southern Open Cincinnati    | Tier III  | 170 000 $     | Dur (ext.)   | Jill Craybas Marlene Weingärtner      | Emmanuelle Gagliardi | 7-5, 7-62         | Parcours |
| 4  | 04-10-2004 | Porsche Tennis Grand Prix Filderstadt | Tier II   | 650 000 $     | Dur (int.)   | Cara Black Rennae Stubbs              | Julia Schruff        | 6-3, 6-2          | Parcours |
| 5  | 31-07-2006 | Acura Classic San Diego               | Tier I    | 1 340 000 $   | Dur (ext.)   | Cara Black Rennae Stubbs              | Meghann Shaughnessy  | 6-2, 6-2          | Parcours |
| 6  | 15-08-2006 | Coupe Rogers Montréal                 | Tier I    | 1 340 000 $   | Dur (ext.)   | Martina Navrátilová Nadia Petrova     | Cara Black           | 6-1, 6-2          | Parcours |
| 7  | 25-09-2006 | FORTIS Championships Luxembourg       | Tier II   | 600 000 $     | Dur (int.)   | Květa Peschke Francesca Schiavone     | Liezel Huber         | 2-6, 6-4, 6-1     | Parcours |
| 8  | 13-10-2008 | Tennis.com Open Zurich                | Tier II   | 600 000 $     | Dur (int.)   | Cara Black Liezel Huber               | Patty Schnyder       | 6-1, 7-63         | Parcours |
| 9  | 01-03-2010 | Abierto Monterrey Monterrey           | Intern'l  | 220 000 $     | Dur (ext.)   | Iveta Benešová Barbora Z. Strýcová    | Vania King           | 3-6, 6-4, [10-8]  | Parcours |
| 10 | 28-02-2011 | Monterrey Open Monterrey              | Intern'l  | 220 000 $     | Dur (ext.)   | Iveta Benešová Barbora Z. Strýcová    | Vania King           | 6-78, 6-2, [10-6] | Parcours |
| 11 | 10-10-2011 | Generali Ladies Linz                  | Intern'l  | 220 000 $     | Dur (int.)   | Marina Erakovic Elena Vesnina         | Julia Görges         | 7-5, 6-1          | Parcours |
| 12 | 06-02-2012 | Open GDF Suez Paris                   | Premier   | 637 000 $     | Dur (int.)   | Liezel Huber Lisa Raymond             | Petra Martić         | 7-63, 6-1         | Parcours |
| 13 | 23-04-2012 | Porsche Tennis Grand Prix Stuttgart   | Premier   | 740 000 $     | Terre (int.) | Iveta Benešová Barbora Z. Strýcová    | Julia Görges         | 6-4, 7-5          | Parcours |
| 14 | 11-06-2012 | Nürnberger Gastein Ladies Bad Gastein | Intern'l  | 220 000 $     | Terre (ext.) | Jill Craybas Julia Görges             | Petra Martić         | 6-74, 6-4, 11-9   | Parcours |
| 15 | 23-09-2012 | Pan Pacific Open Tokyo                | Premier 5 | 2 168 400 $   | Dur (ext.)   | Raquel Kops-Jones Abigail Spears      | Květa Peschke        | 6-1, 6-4          | Parcours |
| 16 | 31-12-2012 | Brisbane International Brisbane       | Premier   | 1 000 000 $   | Dur (ext.)   | Bethanie Mattek-Sands Sania Mirza     | Květa Peschke        | 4-6, 6-4, [10-7]  | Parcours |
| 17 | 10-06-2013 | Nürnberger Versicherungscup Nuremberg | Intern'l  | 235 000 $     | Terre (ext.) | Raluca Olaru Valeria Solovieva        | Květa Peschke        | 2-6, 7-63, [11-9] | Parcours |
| 18 | 05-08-2013 | Coupe Rogers Toronto                  | Premier 5 | 2 369 000 $   | Dur (ext.)   | Jelena Janković Katarina Srebotnik    | Květa Peschke        | 5-7, 6-2, [10-6]  | Parcours |
| 19 | 12-08-2013 | Western & Southern Open Cincinnati    | Premier 5 | 2 369 000 $   | Dur (ext.)   | Hsieh Su-Wei Peng Shuai               | Květa Peschke        | 2-6, 6-3, [12-10] | Parcours |
| 20 | 10-10-2016 | Generali Ladies Linz                  | Intern'l  | 250 000 $     | Dur (int.)   | Kiki Bertens Johanna Larsson          | Květa Peschke        | 4-6, 6-2, [10-7]  | Parcours |
| 21 | 07-08-2017 | Rogers Cup Toronto                    | Premier 5 | 2 735 139 $   | Dur (ext.)   | Ekaterina Makarova Elena Vesnina      | Květa Peschke        | 6-0, 6-4          | Parcours |
| 22 | 08-10-2018 | Upper Austria Ladies Linz             | Intern'l  | 226 750 $     | Dur (int.)   | Kirsten Flipkens Johanna Larsson      | Raquel Atawo         | 4-6, 6-4, [10-5]  | Parcours |
| 23 | 11-02-2019 | Qatar Open 2019 Doha                  | Premier   | 851 031 $     | Dur (ext.)   | Chan Hao-ching Latisha Chan           | Demi Schuurs         | 6-1, 3-6, [10-6]  | Parcours |
| 24 | 13-05-2019 | Internazionali d'Italia Rome          | Premier 5 | 3 151 788 € $ | Terre (ext.) | Victoria Azarenka Ashleigh Barty      | Demi Schuurs         | 4-6, 6-0, [10-3]  | Parcours |
| 25 | 17-06-2019 | Nature Valley Classic Birmingham      | Premier   | 941 163 $     | Gazon (ext.) | Hsieh Su-wei Barbora Strýcová         | Demi Schuurs         | 6-4, 6-74, [10-8] | Parcours |
| 26 | 05-08-2019 | Rogers Cup Toronto                    | Premier 5 | 2 529 250 $   | Dur (ext.)   | Barbora Krejčíková Kateřina Siniaková | Demi Schuurs         | 7-5, 6-0          | Parcours |
| 27 | 12-08-2019 | Western & Southern Open Cincinnati    | Premier 5 | 2 643 736 $   | Dur (ext.)   | Lucie Hradecká Andreja Klepač         | Demi Schuurs         | 6-4, 6-1          | Parcours |

### Titres en double mixte
| No | Date       | Nom et lieu du tournoi      | Catégorie | Dotation     | Surface      | Partenaire        | Finalistes                  | Score            |          |
| -- | ---------- | --------------------------- | --------- | ------------ | ------------ | ----------------- | --------------------------- | ---------------- | -------- |
| 1  | 22-06-2009 | The Championships Wimbledon | G. Chelem | 9 487 267 $  | Gazon (ext.) | Mark Knowles      | Cara Black Leander Paes     | 7-5, 6-3         | Parcours |
| 2  | 25-05-2014 | Roland-Garros Paris         | G. Chelem | 15 598 998 $ | Terre (ext.) | Jean-Julien Rojer | Julia Görges Nenad Zimonjić | 4-6, 6-2, [10-7] | Parcours |

### Finales en double mixte
| No | Date       | Nom et lieu du tournoi      | Catégorie | Dotation     | Surface      | Vainqueures                      | Partenaire   | Score             |          |
| -- | ---------- | --------------------------- | --------- | ------------ | ------------ | -------------------------------- | ------------ | ----------------- | -------- |
| 1  | 01-07-2016 | The Championships Wimbledon | G. Chelem | 19 174 575 $ | Gazon (ext.) | Heather Watson Henri Kontinen    | Robert Farah | 7-65, 6-4         | Parcours |
| 2  | 31-05-2017 | Roland-Garros Paris         | G. Chelem | 16 790 000 $ | Terre (ext.) | Gabriela Dabrowski Rohan Bopanna | Robert Farah | 2-6, 6-2, [12-10] | Parcours |

### Titre en double en WTA 125
| No | Date       | Nom et lieu du tournoi       | Catégorie | Dotation  | Surface    | Partenaire      | Finalistes                               | Score    |          |
| -- | ---------- | ---------------------------- | --------- | --------- | ---------- | --------------- | ---------------------------------------- | -------- | -------- |
| 1  | 14-03-2016 | San Antonio Open San Antonio | WTA 125   | 125 000 $ | Dur (ext.) | Nicole Melichar | Klaudia Jans-Ignacik Anastasia Rodionova | 6-1, 6-3 | Parcours |

## Parcours en Grand Chelem

### En simple dames
| Année | Open d'Australie | Open d'Australie  | Internationaux de France | Internationaux de France | Wimbledon       | Wimbledon           | US Open         | US Open           |
| ----- | ---------------- | ----------------- | ------------------------ | ------------------------ | --------------- | ------------------- | --------------- | ----------------- |
| 2003  | —                | —                 | —                        | —                        | —               | —                   | Q2              | Teryn Ashley      |
| 2004  | Q3               | Libuše Průšová    | 2e tour (1/32)           | Elena Bovina             | 1er tour (1/64) | Tamarine Tanasugarn | 1er tour (1/64) | Els Callens       |
| 2005  | 3e tour (1/16)   | Vera Dushevina    | 3e tour (1/16)           | Francesca Schiavone      | 1er tour (1/64) | Jane O'Donoghue     | 3e tour (1/16)  | Amélie Mauresmo   |
| 2006  | 2e tour (1/32)   | M.A. Sánchez      | 1/4 de finale            | Justine Henin            | 1er tour (1/64) | Tsvetana Pironkova  | 1er tour (1/64) | Aravane Rezaï     |
| 2007  | 2e tour (1/32)   | Ashley Harkleroad | 1er tour (1/64)          | Mathilde Johansson       | 1er tour (1/64) | Nika Ožegovic       | —               | —                 |
| 2008  | —                | —                 | —                        | —                        | —               | —                   | 1/8 de finale   | Dinara Safina     |
| 2009  | 1er tour (1/64)  | Elena Baltacha    | 2e tour (1/32)           | Gisela Dulko             | 1er tour (1/64) | Sania Mirza         | 1er tour (1/64) | Zheng Jie         |
| 2010  | 1er tour (1/64)  | Roberta Vinci     | —                        | —                        | 1er tour (1/64) | Melanie Oudin       | Q2              | Anna Tatishvili   |
| 2011  | Q2               | Jamie Hampton     | —                        | —                        | Q1              | Irina Falconi       | Q1              | Urszula Radwańska |

N.B. : à droite du résultat se trouve le nom de l'ultime adversaire.

### En double dames
N.B. : le nom de la partenaire se trouve sous le résultat ; les noms des ultimes adversaires se trouvent à droite.

### En double mixte
| Année | Open d'Australie             | Open d'Australie               | Internationaux de France      | Internationaux de France   | Wimbledon                                                                             | Wimbledon                     | US Open                                                                                 | US Open                     |
| ----- | ---------------------------- | ------------------------------ | ----------------------------- | -------------------------- | ------------------------------------------------------------------------------------- | ----------------------------- | --------------------------------------------------------------------------------------- | --------------------------- |
| 2005  | —                            | —                              | 1er tour (1/16) Julian Knowle | K. Srebotnik T. Woodbridge | 3e tour (1/8) Julian Knowle                                                           | Lisa Raymond J. Björkman      | 2e tour (1/8) F. Čermák                                                                 | C. Morariu Mike Bryan       |
| 2006  | 1/4 de finale F. Čermák      | N. Dechy Leander Paes          | —                             | —                          | 1/4 de finale F. Čermák                                                               | V. Zvonareva Andy Ram         | 1/4 de finale F. Čermák                                                                 | Navrátilová Bob Bryan       |
| 2007  | 1er tour (1/16) F. Čermák    | Yan Zi Todd Perry              | —                             | —                          | 1er tour (1/32) B. Becker                                                             | Melanie South A. Bogdanovic   | —                                                                                       | —                           |
| 2008  | —                            | —                              | —                             | —                          | —                                                                                     | —                             | —                                                                                       | —                           |
| 2009  | 1er tour (1/16) N. Zimonjić  | Cara Black Leander Paes        | 1/2 finale Mark Knowles       | Liezel Huber Bob Bryan     | Victoire Mark Knowles                                                                 | Cara Black Leander Paes       | 2e tour (1/8) Mark Knowles                                                              | Yan Zi Fyrstenberg          |
| 2010  | 2e tour (1/8) C. Kas         | Elena Vesnina Andy Ram         | —                             | —                          | —                                                                                     | —                             | 1/2 finale Mark Knowles \|\| style="text-align:left;" \| Květa Peschke A.-U.-H. Qureshi |                             |
| 2011  | —                            | —                              | —                             | —                          | —                                                                                     | —                             | —                                                                                       | —                           |
| 2012  | —                            | —                              | 2e tour (1/8) M. Matkowski    | Klaudia Jans S. González   | 3e tour (1/8) A. Peya                                                                 | Lisa Raymond Mike Bryan       | —                                                                                       | —                           |
| 2013  | —                            | —                              | 2e tour (1/8) Horia Tecău     | N. Grandin Filip Polášek   | 3e tour (1/8) A. Peya                                                                 | Květa Peschke M. Matkowski    | 1er tour (1/16) A. Peya                                                                 | A. Barty John Peers         |
| 2014  | 2e tour (1/8) A. Peya        | Zheng Jie Scott Lipsky         | Victoire J.-J. Rojer          | Julia Görges N. Zimonjić   | —                                                                                     | —                             | 1er tour (1/16) J.-J. Rojer                                                             | Cara Black Leander Paes     |
| 2015  | 1er tour (1/16) J.-J. Rojer  | Chang Kai-chen Zhang Ze        | 2e tour (1/8) J.-J. Rojer     | Chan Yung-jan John Peers   | 2e tour (1/16) J.-J. Rojer                                                            | An. Rodionova Artem Sitak     | —                                                                                       | —                           |
| 2016  | 2e tour (1/8) Robert Farah   | K. Srebotnik Jamie Murray      | 1er tour (1/16) Robert Farah  | M. Hingis Leander Paes     | Finale Robert Farah                                                                   | Heather Watson Henri Kontinen | 1/2 finale Robert Farah                                                                 | C. Vandeweghe Rajeev Ram    |
| 2017  | 1er tour (1/16) Robert Farah | Elina Svitolina Chris Guccione | Finale Robert Farah           | G. Dabrowski R. Bopanna    | 2e tour (1/16) A.-U.-H. Qureshi                                                       | Heather Watson Henri Kontinen | 1er tour (1/16) R. Lindstedt                                                            | M. Hingis Jamie Murray      |
| 2018  | 1er tour (1/16) Robert Farah | Storm Sanders Marc Polmans     | 1/2 finale Robert Farah       | Latisha Chan Ivan Dodig    | 2e tour (1/16) Robert Farah \|\| style="text-align:left;" \| V. Azarenka Jamie Murray | 2e tour (1/8) S. González     | Nicole Melichar Oliver Marach                                                           |                             |
| 2019  | 1/4 de finale Robert Farah   | B. Krejčíková Rajeev Ram       | 2e tour (1/8) Robert Farah    | Latisha Chan Ivan Dodig    | —                                                                                     | —                             | 1er tour (1/16) Oliver Marach                                                           | Raquel Atawo Fabrice Martin |

N.B. : le nom du partenaire se trouve sous le résultat ; les noms des ultimes adversaires se trouvent à droite.

## Parcours en «Premier Mandatory» et «Premier 5»
Les tournois WTA « Premier Mandatory » et « Premier 5 » constituent les catégories d'épreuves les plus prestigieuses, après les quatre levées du Grand Chelem.

### En simple dames
| Année |       |                 |                           |                            |                            |                           |            |       |                           |                               |                               |                               |
| Doha  | Dubaï | Indian Wells    | Miami                     | Madrid                     | Rome                       | Canada                    | Cincinnati | Pékin |                           | Tokyo                         |                               |                               |
| Doha  | Dubaï | Indian Wells    | Miami                     | Madrid                     | Rome                       | Canada                    | Cincinnati | Pékin | Guadalajara               |                               |                               |                               |
| Doha  | Dubaï | Indian Wells    | Miami                     | Madrid                     | Rome                       | Canada                    | Cincinnati | Pékin |                           |                               |                               |                               |
| 2009  |       | Hors calendrier | 1er tour (1/32) A. Cornet | 2e tour (1/32) A. Mauresmo | 3e tour (1/16) V. Williams | 2e tour (1/16) N. Petrova |            |       | 2e tour (1/16) S. Cîrstea | 1er tour (1/32) E. Dementieva | 1er tour (1/32) K. Bondarenko | 1er tour (1/32) K. Bondarenko |
| 2010  |       | Hors calendrier | 3e tour (1/8) V. Azarenka |                            |                            |                           |            |       |                           |                               |                               |                               |

Sous le résultat, l’ultime adversaire.
1. 1 2   Les tournois de Doha et Dubaï alternent le statut de tournoi WTA 1000 (ex Premier 5) entre 2009 et 2023 : les trois premières éditions ont lieu à Dubaï, les trois suivantes à Doha, puis Dubaï accueille le tournoi de cette catégorie les années impaires et Dubaï les années paires. De 2011 à 2023, la ville qui n’accueille pas de WTA 1000 organise à la place un tournoi WTA 500 (ex Premier).
2. 1 2 3 4 5 6 7   L’ordre de déroulement des tournois a évolué depuis 2009 : Rome se dispute avant Madrid et Cincinnati avant Montréal/Toronto jusqu’en 2010, tandis que Tokyo (2009-2013)-Wuhan (2014-2019, 2024-)-Guadalajara (2022-2023) ont lieu avant Pékin jusqu’en 2023.

## Parcours aux Masters

### En double dames
| # | Date       | Nom de l'édition     | ($)        | Surface    | Résultat      | Partenaire    | Ultimes adversaires           | Score    |          |
| - | ---------- | -------------------- | ---------- | ---------- | ------------- | ------------- | ----------------------------- | -------- | -------- |
| 1 | 22/10/2017 | WTA Finals Singapour | 7 000 000  | Dur (int.) | 1/4 de finale | Květa Peschke | Chan Yung-jan Martina Hingis  | 6-3, 6-2 | Parcours |
| 2 | 27/11/2019 | WTA Finals Shenzhen  | 14 000 000 | Dur (int.) | 1/2 finale    | Demi Schuurs  | Hsieh Su-wei Barbora Strýcová | 6-1, 6-2 | Parcours |

## Parcours aux Jeux olympiques

### En double dames
| # | Date       | Nom de l'olympiade             | Surface      | Résultat        | Partenaire      | Ultimes adversaires                 | Score    |          |
| - | ---------- | ------------------------------ | ------------ | --------------- | --------------- | ----------------------------------- | -------- | -------- |
| 1 | 28/07/2012 | Olympic Tennis Event Wimbledon | Gazon (ext.) | 2e tour (1/8)   | Julia Görges    | Ekaterina Makarova Elena Vesnina    | 6-1, 6-2 | Parcours |
| 2 | 06/08/2016 | Olympic Tennis Event Brésil    | Dur (ext.)   | 1er tour (1/16) | Laura Siegemund | Daria Kasatkina Svetlana Kuznetsova | 6-1, 6-4 | Parcours |

## Parcours en Fed Cup
| #                                                                              | Date       | Lieu        | Surface         | Gagnante(s)                        | Perdante(s)                         | Score            |          |
|                                                                                |            |             |                 |                                    |                                     |                  |          |
| 2004 - 1er tour (groupe mondial) - France - Allemagne - 5 : 0                  |            |             |                 |                                    |                                     |                  |          |
| 1                                                                              | 24/04/2004 | Amiens      | Terre (int.)    | Nathalie Dechy                     | Anna-Lena Grönefeld                 | 6-74, 6-1, 6-4   | Parcours |
| 1                                                                              | 24/04/2004 | Amiens      | Terre (int.)    | Amélie Mauresmo                    | Anna-Lena Grönefeld                 | 6-2, 6-3         | Parcours |
| 1                                                                              | 24/04/2004 | Amiens      | Terre (int.)    | Nathalie Dechy Amélie Mauresmo     | Anna-Lena Grönefeld Julia Schruff   | 6-2, 6-0         | Parcours |
|                                                                                |            |             |                 |                                    |                                     |                  |          |
| 2004 - Barrage (groupe mondial I) - Ukraine - Allemagne - 2 : 3                |            |             |                 |                                    |                                     |                  |          |
| 2                                                                              | 10/07/2004 | Illitchivsk | Terre (ext.)    | Yuliana Fedak                      | Anna-Lena Grönefeld                 | 2-6, 6-2, 6-2    | Parcours |
| 2                                                                              | 10/07/2004 | Illitchivsk | Terre (ext.)    | Tatiana Perebiynis                 | Anna-Lena Grönefeld                 | 4-6, 6-4, 11-9   | Parcours |
|                                                                                |            |             |                 |                                    |                                     |                  |          |
| 2005 - 1er tour (groupe mondial II) - Allemagne - Indonésie - 4 : 1            |            |             |                 |                                    |                                     |                  |          |
| 3                                                                              | 23/04/2005 | Essen       | Terre (ext.)    | Anna-Lena Grönefeld                | Ayu-Fani Damayanti                  | 6-3, 6-1         | Parcours |
| 3                                                                              | 23/04/2005 | Essen       | Terre (ext.)    | Anna-Lena Grönefeld                | Wynne Prakusya                      | 6-0, 6-2         | Parcours |
|                                                                                |            |             |                 |                                    |                                     |                  |          |
| 2005 - Barrage (groupe mondial I) - Croatie - Allemagne - 1 : 4                |            |             |                 |                                    |                                     |                  |          |
| 4                                                                              | 09/07/2005 | Bol         | Terre (ext.)    | Anna-Lena Grönefeld                | Jelena Kostanić                     | 6-1, 7-65        | Parcours |
| 4                                                                              | 09/07/2005 | Bol         | Terre (ext.)    | Anna-Lena Grönefeld                | Karolina Šprem                      | 6-3, 6-75, 6-2   | Parcours |
| 4                                                                              | 09/07/2005 | Bol         | Terre (ext.)    | Anna-Lena Grönefeld Julia Schruff  | Sanda Mamic Nika Ožegovic           | 4-6, 6-3, 6-3    | Parcours |
|                                                                                |            |             |                 |                                    |                                     |                  |          |
| 2006 - 1/4 de finale (groupe mondial) - Allemagne - États-Unis - 2 : 3         |            |             |                 |                                    |                                     |                  |          |
| 5                                                                              | 22/04/2006 | Ettenheim   | Terre (ext.)    | Jamea Jackson                      | Anna-Lena Grönefeld                 | 6-2, 3-6, 7-5    | Parcours |
| 5                                                                              | 22/04/2006 | Ettenheim   | Terre (ext.)    | Anna-Lena Grönefeld                | Jill Craybas                        | 6-2, 7-5         | Parcours |
| 5                                                                              | 22/04/2006 | Ettenheim   | Terre (ext.)    | Anna-Lena Grönefeld Jasmin Wöhr    | Vania King Shenay Perry             | 2-6, 6-4, 6-2    | Parcours |
|                                                                                |            |             |                 |                                    |                                     |                  |          |
| 2007 - 1er tour (groupe mondial II) - Allemagne - Croatie - 4 : 1              |            |             |                 |                                    |                                     |                  |          |
| 6                                                                              | 21/04/2007 | Fürth       | Terre (ext.)    | Anna-Lena Grönefeld                | Ivana Lisjak                        | 3-6, 6-3, 7-5    | Parcours |
| 6                                                                              | 21/04/2007 | Fürth       | Terre (ext.)    | Anna-Lena Grönefeld                | Jelena Kostanić                     | 6-4, 6-3         | Parcours |
|                                                                                |            |             |                 |                                    |                                     |                  |          |
| 2007 - Barrage (groupe mondial I) - Japon - Allemagne - 2 : 3                  |            |             |                 |                                    |                                     |                  |          |
| 7                                                                              | 14/07/2007 | Toyota      | Moquette (int.) | Anna-Lena Grönefeld Tatjana Malek  | Rika Fujiwara Ayumi Morita          | 6-3, 6-4         | Parcours |
|                                                                                |            |             |                 |                                    |                                     |                  |          |
| 2008 - 1/4 de finale (groupe mondial) - États-Unis - Allemagne - 4 : 1         |            |             |                 |                                    |                                     |                  |          |
| 8                                                                              | 02/02/2008 | La Jolla    | Dur (ext.)      | Lisa Raymond Lindsay Davenport     | Anna-Lena Grönefeld Tatjana Malek   | 6-2, 6-0         | Parcours |
|                                                                                |            |             |                 |                                    |                                     |                  |          |
| 2009 - 1er tour (groupe mondial II) - Suisse - Allemagne - 2 : 3               |            |             |                 |                                    |                                     |                  |          |
| 9                                                                              | 07/02/2009 | Zurich      | Dur (int.)      | Patty Schnyder                     | Anna-Lena Grönefeld                 | 7-60, 6-3        | Parcours |
| 9                                                                              | 07/02/2009 | Zurich      | Dur (int.)      | Anna-Lena Grönefeld                | Timea Bacsinszky                    | 6-3, 6-1         | Parcours |
| 9                                                                              | 07/02/2009 | Zurich      | Dur (int.)      | Anna-Lena Grönefeld Tatjana Malek  | Patty Schnyder Stefanie Vögele      | 6-4, 6-3         | Parcours |
|                                                                                |            |             |                 |                                    |                                     |                  |          |
| 2009 - Barrage (groupe mondial I) - Allemagne - Chine - 3 : 2                  |            |             |                 |                                    |                                     |                  |          |
| 10                                                                             | 25/04/2009 | Francfort   | Terre (ext.)    | Anna-Lena Grönefeld                | Peng Shuai                          | 4-6, 6-4, 6-2    | Parcours |
| 10                                                                             | 25/04/2009 | Francfort   | Terre (ext.)    | Zheng Jie                          | Anna-Lena Grönefeld                 | 7-5, 6-4         | Parcours |
| 10                                                                             | 25/04/2009 | Francfort   | Terre (ext.)    | Anna-Lena Grönefeld Sabine Lisicki | Peng Shuai Zheng Jie                | 4-6, 7-5, 6-2    | Parcours |
|                                                                                |            |             |                 |                                    |                                     |                  |          |
| 2010 - 1/4 de finale (groupe mondial) - République tchèque - Allemagne - 3 : 2 |            |             |                 |                                    |                                     |                  |          |
| 11                                                                             | 06/02/2010 | Brno        | Dur (int.)      | Anna-Lena Grönefeld                | Lucie Šafářová                      | 6-2, 6-2         | Parcours |
| 11                                                                             | 06/02/2010 | Brno        | Dur (int.)      | Anna-Lena Grönefeld                | Petra Kvitová                       | 4-6, 6-3, 6-2    | Parcours |
| 11                                                                             | 06/02/2010 | Brno        | Dur (int.)      | Lucie Hradecká Květa Peschke       | Anna-Lena Grönefeld Tatjana Malek   | 6-1, 6-3         | Parcours |
|                                                                                |            |             |                 |                                    |                                     |                  |          |
| 2011 - 1er tour (groupe mondial II) - Slovénie - Allemagne - 1 : 4             |            |             |                 |                                    |                                     |                  |          |
| 12                                                                             | 05/02/2011 | Maribor     | Terre (int.)    | Anna-Lena Grönefeld Tatjana Malek  | Polona Hercog Katarina Srebotnik    | 7-63, ab.        | Parcours |
|                                                                                |            |             |                 |                                    |                                     |                  |          |
| 2011 - Barrage (groupe mondial I) - Allemagne - États-Unis - 5 : 0             |            |             |                 |                                    |                                     |                  |          |
| 13                                                                             | 16/04/2011 | Stuttgart   | Terre (int.)    | Julia Görges Anna-Lena Grönefeld   | Liezel Huber Vania King             | 3-6, 6-3, 6-1    | Parcours |
|                                                                                |            |             |                 |                                    |                                     |                  |          |
| 2012 - 1er tour (groupe mondial) - Allemagne - République tchèque - 1 : 4      |            |             |                 |                                    |                                     |                  |          |
| 14                                                                             | 04/02/2012 | Stuttgart   | Dur (int.)      | Iveta Benešová Barbora Z. Strýcová | Julia Görges Anna-Lena Grönefeld    | 6-3, 7-64        | Parcours |
|                                                                                |            |             |                 |                                    |                                     |                  |          |
| 2013 - 1er tour (groupe mondial II) - France - Allemagne - 1 : 3               |            |             |                 |                                    |                                     |                  |          |
| 15                                                                             | 09/02/2013 | Limoges     | Terre (int.)    | Alizé Cornet Kristina Mladenovic   | Annika Beck Anna-Lena Grönefeld     | 6-3, 6-4         | Parcours |
|                                                                                |            |             |                 |                                    |                                     |                  |          |
| 2013 - Barrage (groupe mondial I) - Allemagne - Serbie - 3 : 2                 |            |             |                 |                                    |                                     |                  |          |
| 16                                                                             | 20/04/2013 | Stuttgart   | Terre (int.)    | Anna-Lena Grönefeld Sabine Lisicki | Vesna Dolonc Aleksandra Krunić      | 6-2, 6-4         | Parcours |
|                                                                                |            |             |                 |                                    |                                     |                  |          |
| 2014 - 1er tour (groupe mondial) - Slovaquie - Allemagne - 1 : 3               |            |             |                 |                                    |                                     |                  |          |
| 17                                                                             | 08/02/2014 | Bratislava  | Dur (int.)      | Jana Čepelová Magdaléna Rybáriková | Julia Görges Anna-Lena Grönefeld    | 4-6, 6-3, 10-7   | Parcours |
|                                                                                |            |             |                 |                                    |                                     |                  |          |
| 2014 - 1/2 finale (groupe mondial) - Australie - Allemagne - 1 : 3             |            |             |                 |                                    |                                     |                  |          |
| 18                                                                             | 19/04/2014 | Brisbane    | Dur (ext.)      | Ashleigh Barty Casey Dellacqua     | Julia Görges Anna-Lena Grönefeld    | 6-2, 6-75, 10-2  | Parcours |
|                                                                                |            |             |                 |                                    |                                     |                  |          |
| 2016 - 1er tour (groupe mondial) - Allemagne - Suisse - 2 : 3                  |            |             |                 |                                    |                                     |                  |          |
| 19                                                                             | 06/02/2016 | Leipzig     | Dur (int.)      | Belinda Bencic Martina Hingis      | Anna-Lena Grönefeld Andrea Petkovic | 6-3, 6-2         | Parcours |
|                                                                                |            |             |                 |                                    |                                     |                  |          |
| 2018 - 1/4 de finale (groupe mondial) - Biélorussie - Allemagne - 2 : 3        |            |             |                 |                                    |                                     |                  |          |
| 20                                                                             | 10/02/2018 | Minsk       | Dur (int.)      | Anna-Lena Grönefeld Tatjana Maria  | Lidziya Marozava Aryna Sabalenka    | 64-7, 7-5, 6-4   | Parcours |
|                                                                                |            |             |                 |                                    |                                     |                  |          |
| 2019 - 1/4 de finale (groupe mondial) - Allemagne - Biélorussie - 0-4          |            |             |                 |                                    |                                     |                  |          |
| 21                                                                             | 10/02/2019 | Brunswick   | Dur (int.)      | Victoria Azarenka Lidziya Marozava | Mona Barthel Anna-Lena Grönefeld    | 6-1, 0-6, [11-9] | Parcours |

## Classements WTA en fin de saison
| Année          | 2002 | 2003 | 2004 | 2005 | 2006 | 2007 | 2008 | 2009 | 2010 | 2011 | 2012 | 2013 | 2014 | 2015 | 2016 | 2017 | 2018 | 2019 | 2020 |
| Rang en simple | 561  | 120  | 75   | 21   | 19   | 205  | 77   | 67   | 169  | 263  | –    | –    | –    | –    | –    | –    | –    | –    | –    |
| Rang en double | 931  | 264  | 47   | 11   | 11   | 52   | 56   | 25   | 56   | 53   | 18   | 15   | 35   | 22   | 28   | 21   | 26   | 11   | 13   |

Source : (en) Classements de Anna-Lena Grönefeld sur le site officiel de la Fédération internationale de tennis